# Юнацька збірна Хорватії з футболу (U-17)
Юнацька збірна Хорватії з футболу (U-17) — національна футбольна збірна Хорватії, що складається із гравців віком до 17 років. Керівництво командою здійснює Хорватський футбольний союз. До зміни формату юнацьких чемпіонатів Європи у 2001 році функціонувала як збірна до 16 років.
Головним континентальним турніром для команди є Юнацький чемпіонат Європи з футболу (U-17), успішний виступ на якому дозволяє отримати путівку на Чемпіонат світу (U-17). Також може брати участь у товариських і регіональних змаганнях.

## Виступи на міжнародних турнірах

### Юнацький чемпіонат Європи (U-17)
| Статистика чемпіонатів Європи (U-17) | Статистика чемпіонатів Європи (U-17) | Статистика чемпіонатів Європи (U-17) | Статистика чемпіонатів Європи (U-17) | Статистика чемпіонатів Європи (U-17) | Статистика чемпіонатів Європи (U-17) | Статистика чемпіонатів Європи (U-17) | Статистика чемпіонатів Європи (U-17) | Статистика чемпіонатів Європи (U-17) |                             | Статистика відбору          | Статистика відбору          | Статистика відбору          | Статистика відбору          | Статистика відбору          | Статистика відбору          | Статистика відбору          |
| Рік                                  | Раунд                                | І                                    | В                                    | Н                                    | П                                    | Г+                                   | Г-                                   | РГ                                   | І                           | В                           | Н                           | П                           | Г+                          | Г-                          | РГ                          |                             |
| 2002                                 | не кваліфікувалася                   | не кваліфікувалася                   | не кваліфікувалася                   | не кваліфікувалася                   | не кваліфікувалася                   | не кваліфікувалася                   | не кваліфікувалася                   | не кваліфікувалася                   | 3                           | 2                           | 1                           | 0                           | 8                           | 3                           | +5                          |                             |
| 2003                                 | не кваліфікувалася                   | не кваліфікувалася                   | не кваліфікувалася                   | не кваліфікувалася                   | не кваліфікувалася                   | не кваліфікувалася                   | не кваліфікувалася                   | не кваліфікувалася                   | 6                           | 4                           | 0                           | 2                           | 14                          | 7                           | +7                          |                             |
| 2004                                 | не кваліфікувалася                   | не кваліфікувалася                   | не кваліфікувалася                   | не кваліфікувалася                   | не кваліфікувалася                   | не кваліфікувалася                   | не кваліфікувалася                   | не кваліфікувалася                   | 3                           | 1                           | 1                           | 1                           | 3                           | 4                           | −1                          |                             |
| 2005                                 | четверте місце                       | 5                                    | 2                                    | 1                                    | 2                                    | 13                                   | 11                                   | +2                                   | 6                           | 4                           | 1                           | 1                           | 20                          | 8                           | +12                         |                             |
| 2006                                 | не кваліфікувалася                   | не кваліфікувалася                   | не кваліфікувалася                   | не кваліфікувалася                   | не кваліфікувалася                   | не кваліфікувалася                   | не кваліфікувалася                   | не кваліфікувалася                   | 3                           | 1                           | 1                           | 1                           | 2                           | 1                           | +1                          |                             |
| 2007                                 | не кваліфікувалася                   | не кваліфікувалася                   | не кваліфікувалася                   | не кваліфікувалася                   | не кваліфікувалася                   | не кваліфікувалася                   | не кваліфікувалася                   | не кваліфікувалася                   | 3                           | 1                           | 0                           | 2                           | 8                           | 11                          | −3                          |                             |
| 2008                                 | не кваліфікувалася                   | не кваліфікувалася                   | не кваліфікувалася                   | не кваліфікувалася                   | не кваліфікувалася                   | не кваліфікувалася                   | не кваліфікувалася                   | не кваліфікувалася                   | 6                           | 4                           | 1                           | 1                           | 13                          | 1                           | +12                         |                             |
| 2009                                 | не кваліфікувалася                   | не кваліфікувалася                   | не кваліфікувалася                   | не кваліфікувалася                   | не кваліфікувалася                   | не кваліфікувалася                   | не кваліфікувалася                   | не кваліфікувалася                   | 6                           | 5                           | 0                           | 1                           | 11                          | 4                           | +7                          |                             |
| 2010                                 | не кваліфікувалася                   | не кваліфікувалася                   | не кваліфікувалася                   | не кваліфікувалася                   | не кваліфікувалася                   | не кваліфікувалася                   | не кваліфікувалася                   | не кваліфікувалася                   | 6                           | 4                           | 1                           | 1                           | 9                           | 5                           | +4                          |                             |
| 2011                                 | не кваліфікувалася                   | не кваліфікувалася                   | не кваліфікувалася                   | не кваліфікувалася                   | не кваліфікувалася                   | не кваліфікувалася                   | не кваліфікувалася                   | не кваліфікувалася                   | 6                           | 2                           | 4                           | 0                           | 6                           | 3                           | +3                          |                             |
| 2012                                 | не кваліфікувалася                   | не кваліфікувалася                   | не кваліфікувалася                   | не кваліфікувалася                   | не кваліфікувалася                   | не кваліфікувалася                   | не кваліфікувалася                   | не кваліфікувалася                   | 3                           | 1                           | 0                           | 2                           | 5                           | 6                           | −1                          |                             |
| 2013                                 | груповий етап                        | 3                                    | 1                                    | 2                                    | 0                                    | 2                                    | 1                                    | +1                                   | 6                           | 5                           | 1                           | 0                           | 15                          | 8                           | +7                          |                             |
| 2014                                 | не кваліфікувалася                   | не кваліфікувалася                   | не кваліфікувалася                   | не кваліфікувалася                   | не кваліфікувалася                   | не кваліфікувалася                   | не кваліфікувалася                   | не кваліфікувалася                   | 3                           | 1                           | 0                           | 2                           | 1                           | 3                           | −2                          |                             |
| 2015                                 | чвертьфінали                         | 5                                    | 3                                    | 2                                    | 0                                    | 5                                    | 1                                    | +4                                   | 6                           | 5                           | 1                           | 0                           | 18                          | 2                           | +16                         |                             |
| 2016                                 | не кваліфікувалася                   | не кваліфікувалася                   | не кваліфікувалася                   | не кваліфікувалася                   | не кваліфікувалася                   | не кваліфікувалася                   | не кваліфікувалася                   | не кваліфікувалася                   | 6                           | 2                           | 1                           | 3                           | 11                          | 11                          | 0                           |                             |
| 2017                                 | груповий етап                        | 3                                    | 0                                    | 1                                    | 2                                    | 2                                    | 6                                    | −4                                   | кваліфікувалася як господар | кваліфікувалася як господар | кваліфікувалася як господар | кваліфікувалася як господар | кваліфікувалася як господар | кваліфікувалася як господар | кваліфікувалася як господар | кваліфікувалася як господар |
| 2018                                 | не кваліфікувалася                   | не кваліфікувалася                   | не кваліфікувалася                   | не кваліфікувалася                   | не кваліфікувалася                   | не кваліфікувалася                   | не кваліфікувалася                   | не кваліфікувалася                   | 6                           | 2                           | 3                           | 1                           | 10                          | 4                           | +6                          |                             |
| 2019                                 | не кваліфікувалася                   | не кваліфікувалася                   | не кваліфікувалася                   | не кваліфікувалася                   | не кваліфікувалася                   | не кваліфікувалася                   | не кваліфікувалася                   | не кваліфікувалася                   | 6                           | 3                           | 2                           | 1                           | 10                          | 6                           | +4                          |                             |
| 2020                                 | не визначено                         | не визначено                         | не визначено                         | не визначено                         | не визначено                         | не визначено                         | не визначено                         | не визначено                         | 3                           | 3                           | 0                           | 0                           | 9                           | 3                           | +6                          |                             |
| Усього                               | 8/26                                 | 33                                   | 13                                   | 8                                    | 12                                   | 39                                   | 42                                   | −3                                   | 108                         | 63                          | 23                          | 22                          | 222                         | 104                         | +118                        |                             |

### Чемпіонат світу (U-17)
| Статистика чемпіонатів світу (U-17) | Статистика чемпіонатів світу (U-17) | Статистика чемпіонатів світу (U-17) | Статистика чемпіонатів світу (U-17) | Статистика чемпіонатів світу (U-17) | Статистика чемпіонатів світу (U-17) | Статистика чемпіонатів світу (U-17) | Статистика чемпіонатів світу (U-17) | Статистика чемпіонатів світу (U-17) |                    |
| Рік                                 | Раунд                               | І                                   | В                                   | Н                                   | П                                   | Г+                                  | Г-                                  | РГ                                  |                    |
| ----------------------------------- | ----------------------------------- | ----------------------------------- | ----------------------------------- | ----------------------------------- | ----------------------------------- | ----------------------------------- | ----------------------------------- | ----------------------------------- | ------------------ |
| 1995 до 1999                        | не кваліфікувалася                  | не кваліфікувалася                  | не кваліфікувалася                  | не кваліфікувалася                  | не кваліфікувалася                  | не кваліфікувалася                  | не кваліфікувалася                  | не кваліфікувалася                  | не кваліфікувалася |
| 2001                                | груповий етап                       | 3                                   | 1                                   | 0                                   | 2                                   | 3                                   | 8                                   | −5                                  |                    |
| 2003 до 2011                        | не кваліфікувалася                  | не кваліфікувалася                  | не кваліфікувалася                  | не кваліфікувалася                  | не кваліфікувалася                  | не кваліфікувалася                  | не кваліфікувалася                  | не кваліфікувалася                  | не кваліфікувалася |
| 2013                                | груповий етап                       | 3                                   | 1                                   | 0                                   | 2                                   | 3                                   | 5                                   | −2                                  |                    |
| 2015                                | чвертьфінали                        | 5                                   | 2                                   | 2                                   | 1                                   | 7                                   | 5                                   | +2                                  |                    |
| 2017                                | не кваліфікувалася                  | не кваліфікувалася                  | не кваліфікувалася                  | не кваліфікувалася                  | не кваліфікувалася                  | не кваліфікувалася                  | не кваліфікувалася                  | не кваліфікувалася                  | не кваліфікувалася |
| 2019                                | не кваліфікувалася                  | не кваліфікувалася                  | не кваліфікувалася                  | не кваліфікувалася                  | не кваліфікувалася                  | не кваліфікувалася                  | не кваліфікувалася                  | не кваліфікувалася                  | не кваліфікувалася |
| Усього                              | 3/12                                | 11                                  | 4                                   | 2                                   | 5                                   | 13                                  | 18                                  | −5                                  |                    |